# 阿斯科佩區
7°42′50″S 79°06′27″W / 7.7138°S 79.1074°W
阿斯科佩區（西班牙語：Distrito de Ascope），是秘魯的一個區，位於該國西北部拉利伯塔德大區的阿斯科佩省，面積298.8平方公里，海拔高度230米，2005年人口7,333，人口密度每平方公里25人。